# 〆切ごはん
『〆切ごはん』（しめきりごはん）は、湖西晶による日本の4コマ漫画。『まんがタイムきらら』（芳文社）にて、2013年9月号から2017年8月号にかけて連載された。単行本は全4巻。
主人公である梅ゆかりが、工夫しながら様々な調理法を編み出していく漫画であり、湖西は「小学生の時の漫画家と料理研究家という夢がだいたい叶った」とコメントしている。

## あらすじ
「子供には見せられない」作品を描く漫画家である梅ゆかりが、〆切に追われたり、体調を崩しながらも一工夫凝らした食生活を送っていく。

## 登場人物
梅ゆかり
主人公。エロ漫画家で、梅ゆかりはペンネーム。本名は三縞ゆかり。年齢は19歳。面倒くさがりな性格。原稿はアナログで、仕上げのみデジタル作業。
厳格な家に生まれ、お嬢様学校である「芳文女子学院」に通っていたが、エロ漫画を描くインターネット配信中に制服が映ってしまい、卒業後家出。一人暮らしをしながら漫画を書いている。
三縞かおり
ゆかりの妹。姉と同じく芳文女子学院に通っている。普段食べることができないジャンクフードに憧れがある。よくゆかりに差し入れを持ってきたり、泊まりに来たりなどしている。
瀬戸文
諸岩舎の編集者で、ゆかりの担当。大学では児童文学を専攻し、児童書か少女漫画への配属を希望していたが、成人向けの担当となった。
桜でんぶ
お尻の描写に定評のある看板作家。ゆかりが部屋を借りるとき、保証人になったり、単行本のゲストをしている。アニメのキャラクターデザインをすることになり大阪から上京、ゆかりの隣に引っ越してきた。原稿はすべてデジタル作業。ゆかりを「りかゆー」と呼ぶ。
姫騎士
ゆかりが描いている漫画に登場するキャラのフィギュア。フリカ家という王家に仕えているらしい。主にゆかりの行動などでエッチな妄想を膨らませるのが得意技。
オーク男爵
ゆかりが描いている漫画に登場するキャラのフィギュア。男爵であるためか割と紳士的らしい。主にエッチな妄想を膨らませる姫騎士にツッコミを入れるのが得意技。

## 書誌情報
- 湖西晶 『〆切ごはん』 芳文社〈まんがタイムKRコミックス〉、全4巻
  1. 2014年10月12日発行（2014年9月27日発売）、ISBN 978-4-8322-4484-9
  2. 2015年8月11日発行（2015年7月27日発売）、ISBN 978-4-8322-4598-3
  3. 2016年8月11日発行（2016年7月27日発売）、ISBN 978-4-8322-4724-6
  4. 2017年9月10日発行（2017年8月26日発売）、ISBN 978-4-8322-4866-3